# فرانک گرستر
فرانک گرستر (انگلیسی: Frank Gerster؛ زادهٔ ۱۵ آوریل ۱۹۷۶) بازیکن فوتبال اهل آلمان است.
از باشگاه‌هایی که در آن بازی کرده‌است می‌توان به باشگاه فوتبال بایرن مونیخ ۲، باشگاه فوتبال زاکسن لایپزیگ، باشگاه فوتبال ماگدبورگ ۱، باشگاه فوتبال آینتراخت فرانکفورت، باشگاه فوتبال بایرن مونیخ، و باشگاه فوتبال کمنیتس اشاره کرد.
وی همچنین در تیم‌های ملی فوتبال زیر ۲۰ سال آلمان و زیر ۲۱ سال آلمان بازی کرده‌است.